# Irispenning
De Irispenning is een Nederlandse onderscheiding voor personen, projecten of organisaties die met wetenschapscommunicatie het publiek weten te informeren en daarmee toenemende aandacht op wetenschap en technologie hebben gevestigd.
De prijs bestaat uit een penning die vervaardigd is door Jennifer Hoes en een prijzengeld van € 10.000,- dat beschikbaar wordt gesteld door de Koninklijke Hollandsche Maatschappij der Wetenschappen. De prijs wordt uitgereikt tijdens de Avond van Wetenschap en Maatschappij.
De prijs is vernoemd naar de Griekse godin Iris die via een brug boodschappen naar de aarde brengt.

## Geschiedenis
In 2019 werd de Irispenning in het leven geroepen door de wetenschapsmusea Rijksmuseum Boerhaave in Leiden, NEMO Science Museum in Amsterdam en Teylers Museum in Haarlem.

## Ontvangers
- 2019: Robbert Dijkgraaf[3][4]
- 2020: Lowlands Science, het wetenschapsprogramma van Lowlands[5][4]
- 2021: Marion Koopmans[1][6][4]
- 2022: Universiteit van Nederland[7][4]
- 2023: Ionica Smeets[4][8]
- 2024: Vroege Vogels[9]